# Smögenbron
Smögenbron är en drygt 400 meter lång och 35 meter hög betongbro, som förbinder ön Smögen med Kungshamn på fastlandssidan. Bron började byggas den 23 september 1968, och stod färdig den 25 december 1970 och ersatte då bilfärjan som trafikerat ön sedan 1958.
Under 2024 monterade Trafikverket högre räcken på bron för att minska risken för överhopp. De kringboende kom därefter att, vid vissa vindriktningar, besväras av högfrekventa ljud från broräcket. Räckenas utformning hade oavsiktligt skapat en eolsharpa

## Galleri

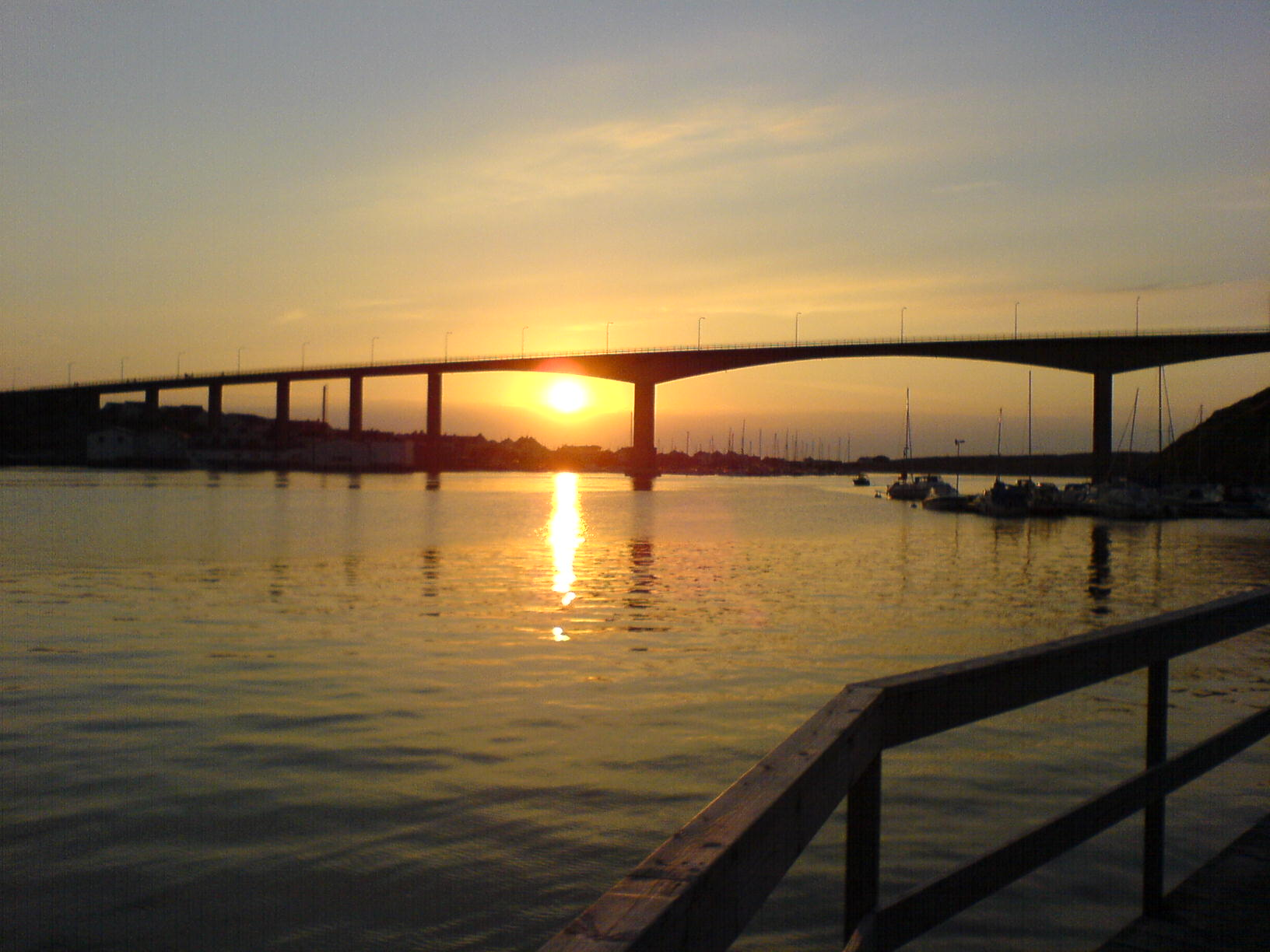
Kvällsvy över Smögenbron
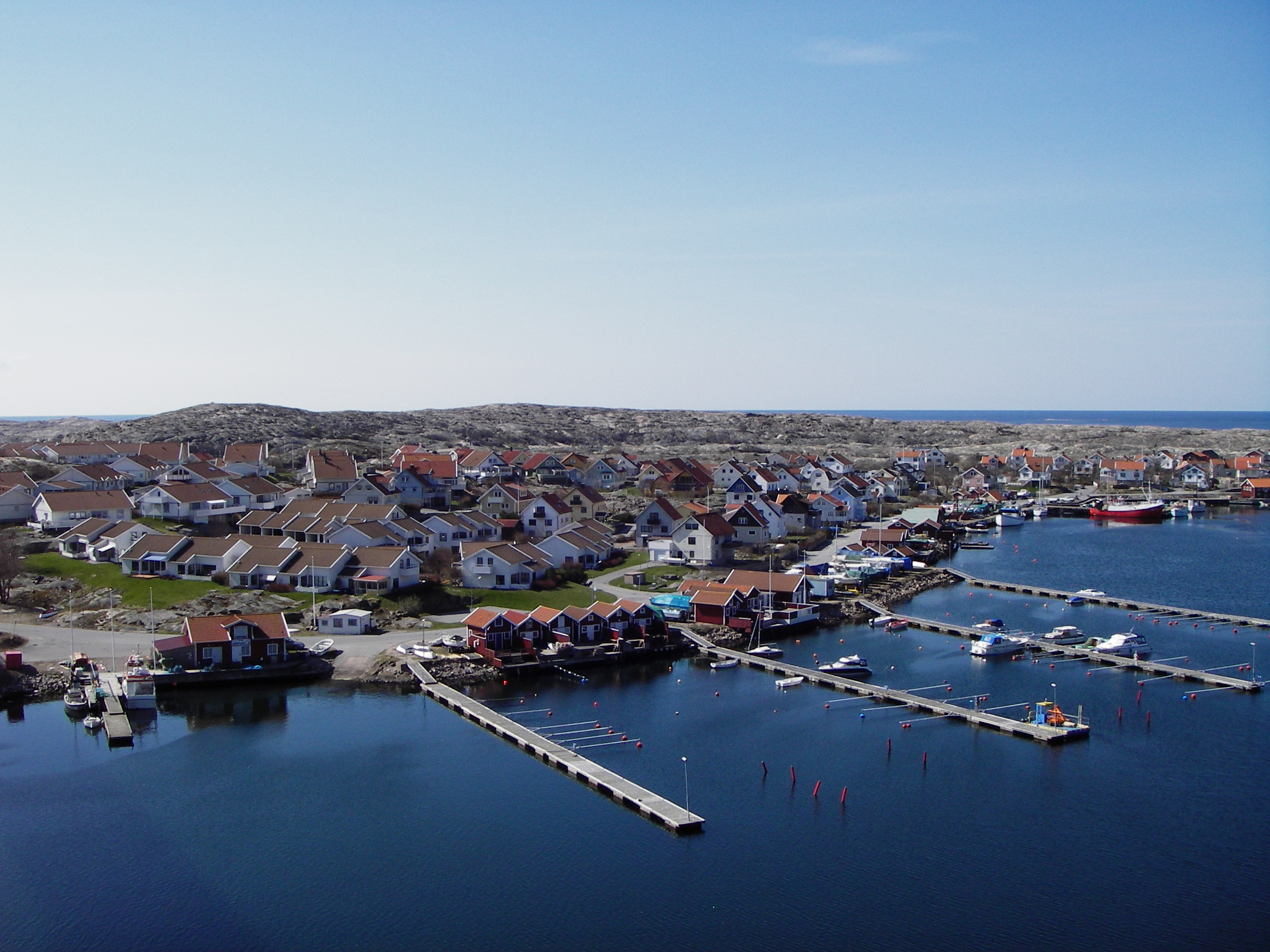
Vy över Hasselösund från Smögenbron
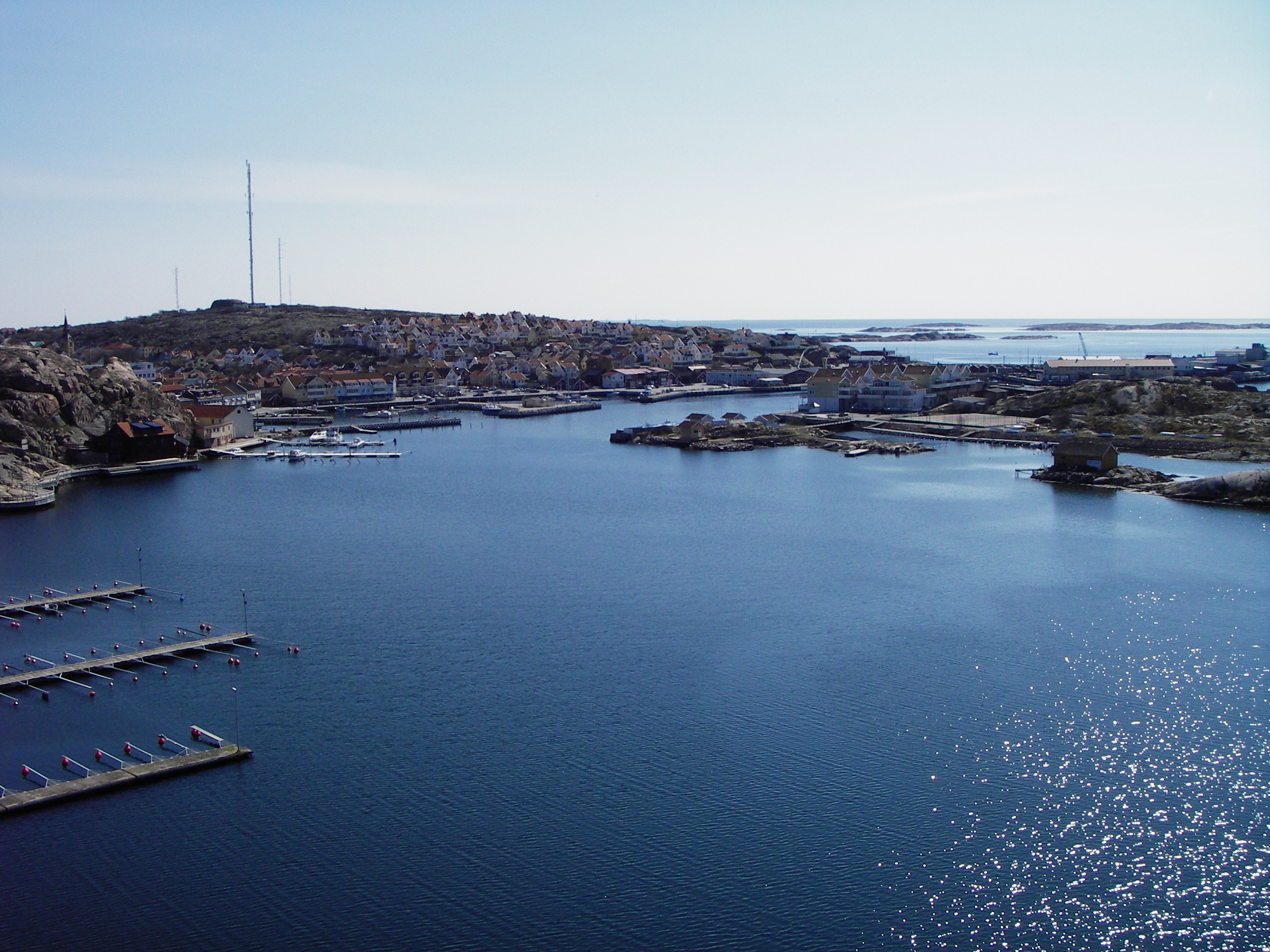
Vy över Kungshamn från Smögenbron